# Кіквідзе Василь Ісидорович
Кікві́дзе Васи́ль (Васо́) Ісидоро́вич  (28 лютого [12 березня] 1895, Кутаїсі, Кутаїська губернія, Російська імперія — 11 січня 1919, хутір Зубріловка, Волгоградська область, Російська республіка) — грузинський радянський діяч, активний учасник громадянської війни, лівий есер, симпатизував анархістам, антисеміт.

## Біографія

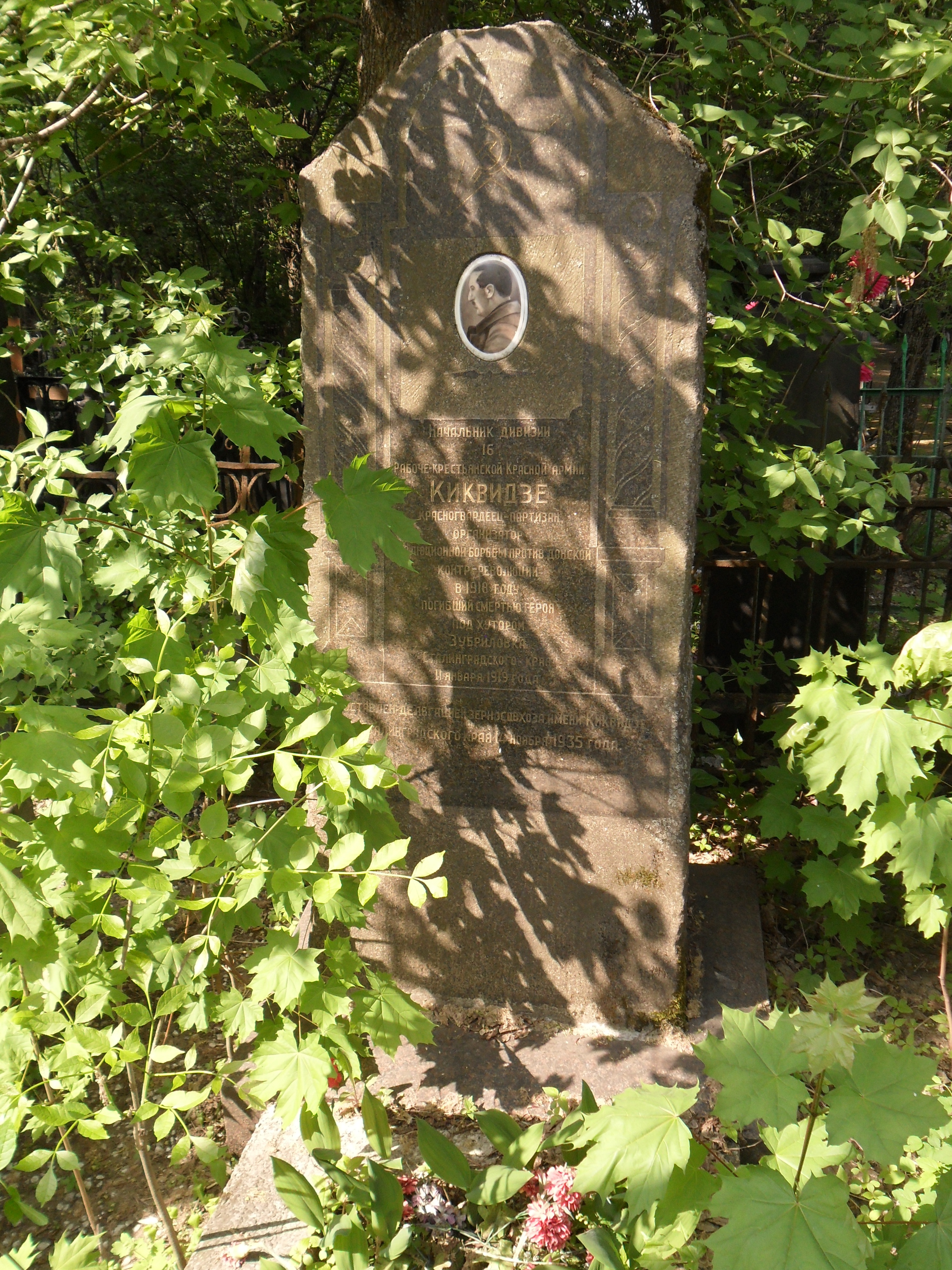
Могила Кіквідзе на Ваганьковському кладовищі.

Походив із родині дрібного грузинського чиновника. В 14-річному віці приєднався до партії есерів-максималістів, за що був виключений з Кутаїської гімназії.
У 1915 році під час Першої світової війні призваний на військову службу до кавалерії, потрапив однорічником гусарського полку. Неодноразово арештовувався за революційну та інтернаціоналістську пропаганду в армії. У 1917 році був обраний головою солдатського комітету 6-ї кавказької дивізії. Під час Українсько-більшовицької війни з грудня 1917 до квітня 1918 року командував Рівненським червоногвардійським загоном у боях проти Центральної Ради в районі Рівного, Дубного, а також проти німецьких загонів. Під час військових дій відзначився організацією пограбувань місцевого населення та єврейськими погромами.
Навесні 1918 року, командуючи 4-ю Червоною армією, Кіквідзе застосовував в Україні тактику «випаленої землі»: висаджував при відступі водокачки, знищував запаси продовольства, руйнував залізничне полотно.
У травні 1918 року в Тамбові сформував та очолив дивізію, яка згодом отримала назву 16-ї стрілецької. В червні 1918—1919 брав участь у боях проти військ генерала Краснова.

## Смерть
Згідно з офіційною радянською історіографічною версією, Кіквідзе «загинув у бою». Потім в мемуарно-художній літературі з'явилися спогади соратника Кіквідзе К. Єрьоміна про нібито «одинокий шальний постріл». А згодом спливли документи про співучасть Кіквідзе в заколоті його друга анархіста Железнякова проти наркома оборони Радянської республіки Подвойського та про направлення з Москви на їх ліквідацію спецгрупи ВЧК.
Похований з усіма військовими почестями в Москві на Ваганьковському кладовищі. Поряд з його могилою також з військовими почестями похований Анатолій Железняков, теж розстріляний більшовиками-чекістами.

## Пам'ять
На честь Кіквідзе у 1957—2017 роках носила назву сучасна вулиця Михайла Бойчука в Києві.